# Abraxas irrula
Abraxas irrula är en fjärilsart som beskrevs av George Francis Hampson 1891. Abraxas irrula ingår i släktet Abraxas och familjen mätare. Inga underarter finns listade i Catalogue of Life.